# کوچه مروی

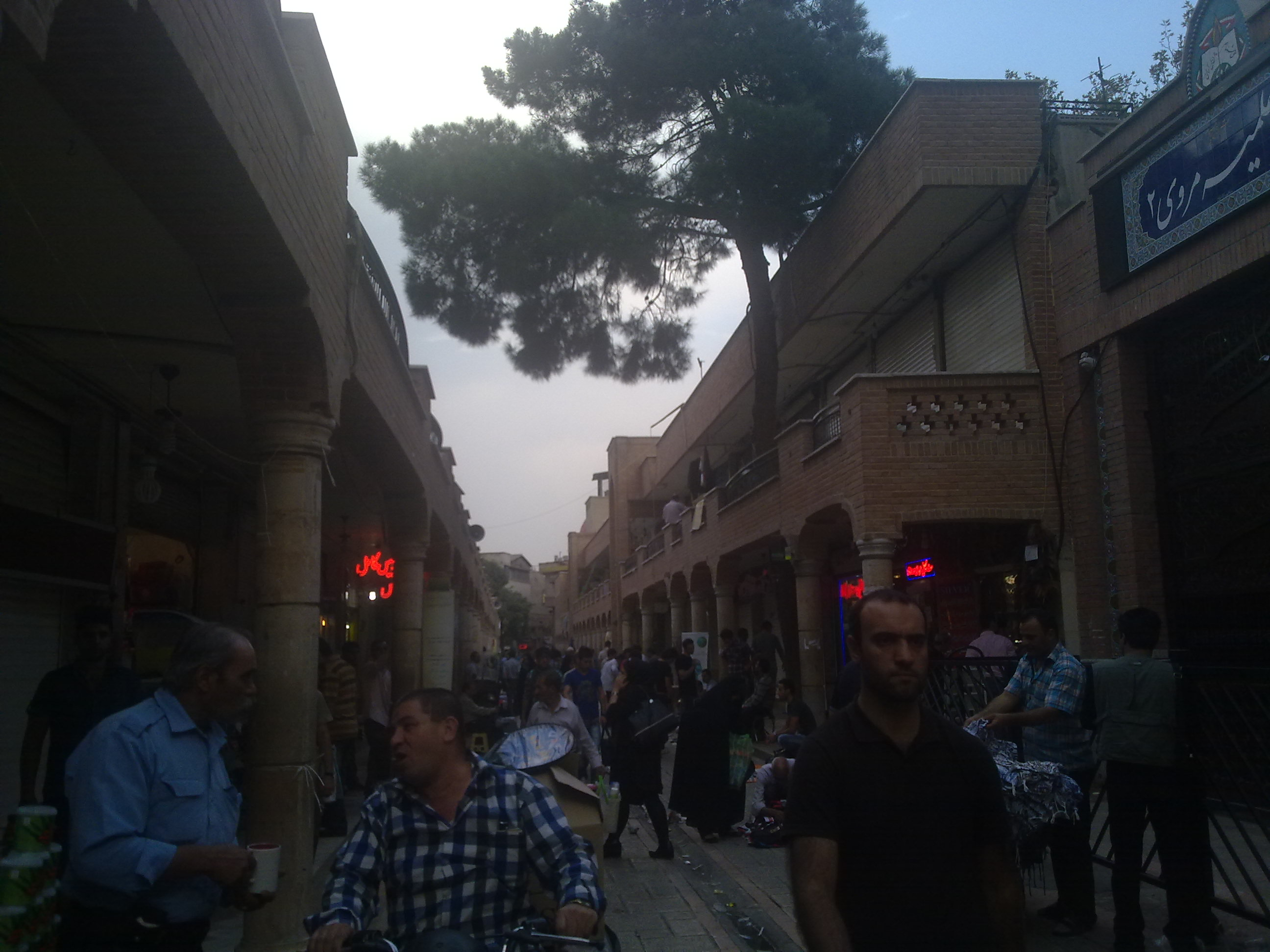
کوچه مروی و سردر دبیرستان مروی سابق ومکان جدیدحوزه علمیه مروی ۲

کوچهٔ مروی (که در تداول عام کوچه مروی تلفظ می‌شود) یکی از کوچه‌های قدیمی شهر تهران است.
کوچه مروی و کوچه خدابنده‌لو از قدیم در شمار اماکن معروف خرید محسوب می‌شده‌اند و در مجاورت خیابان ناصرخسرو واقع شده‌اند. کوچهٔ مروی، کوچه‌ای شرقی-غربی است. این کوچه از سمت غرب و از خیابان ناصرخسرو مقابل شمس‌العماره شروع شده و به خیابان پامنار خاتمه می‌یابد.
کوچه مروی محل خرید و فروش اجناس آنتیک و پوشاک است.این محل یکی از مکان‌های تجمع معاودین ایرانی عراق است «ایرانیانی که قبلاً ساکن عراق بودند».
به دلیل وجود معاودین و مهاجرین عرب در این محل جلوه‌های فرهنگ و زندگی عربی را می‌توان در این کوچه و اطرافش مشاهد نمود. وجود تعدادی خوراک فروشی با تابلوهایی به زبان عربی (حاوی عباراتی چون ساندویچ) روی آن نوشته شده‌است و عرضه خوراک‌هایی نظیر فلافل و کباب شاورما (ترکی) نشانگر این فرهنگ است.
خیابان ناصرخسرو، ساختمان شمس‌العماره، دبیرستان مروی، مسجد مروی، سرای مظفریان، بازار قدیمی مروی و مسجد آقامحمود یا مسجد حکیم، آثار تاریخی هستند که در اطراف و درون کوچه مروی قرار دارند. پروژه‌ای مرمتی در این کوچه انجام شده‌است. با این وجود گفته می‌شود که طرح‌هایی وجود دارد برای تبدیل این دبیرستان به پاساژ. یاداوری می‌شود که دبیرستان مروی ازمهمترین و معروفترین مدارس ایران پیش از انقلاب بود. افراد برجسته و بزرگی را تحویل جامعه علمی کشور داد. اما درآغاز دهه شصت و پس از آن مورد بی‌مهری آموزش و پرورش قرار گرفت تا اینکه بعد از شصت سال فعالیت علمی دراختیار حوزه علمیه مروی قرارگرفت تا در آینده (اندک اندک) تبدیل به واحد تجاری گردد.

## موقعیت
از طریق مترو با رفتن به ایستگاه مترو امام خمینی شهر تهران و سپس طی مسیر به سمت خیابان باب همایون،
اگر از میدان امام خمینی، وارد خیابان باب همایون شوید. از طریق خیابان باب همایون، به خیابان ناصرخسرو می‌رسید، در قسمت ورودی کوچه مروی، مجسمه زیبایی قرار دارد.

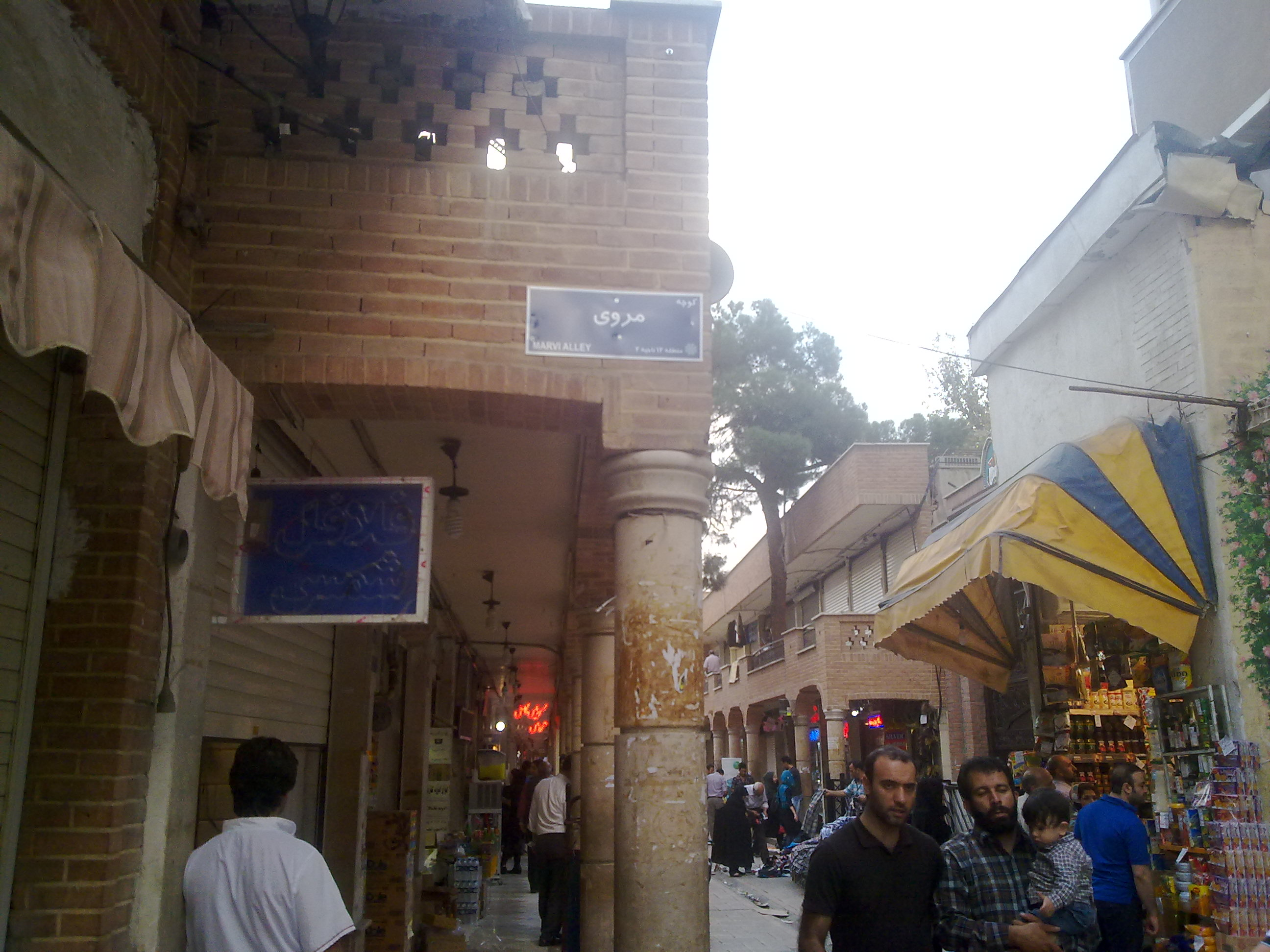
کوچه مروی

مسیر دیگر از طریق خیابان ناصر خسرو، کوچه خدابنده لو، بعد از باغچه علیخان (باغچه علی جان)، مقابل سقاخانه فرات می‌باشد.
در خیابان ناصرخسرو و کوچه‌ها و خیابان‌های اطرافش مراکز پیاده‌راه تجاری‌گردشگری فراوانی پیدا می‌شود. کوچه مروی و کوچه خدابنده‌لو نیز که از قدیم در شمار اماکن معروف خرید محسوب می‌شده‌اند در مجاورت همین خیابان واقع شده‌اند، کوچه خدابنده‌لو بورس وسایل و تجهیزات پزشکی و بهداشتی و لوازم آرایش است و در کوچه مروی بیشتر پوشاک و به‌خصوص عتیقه‌جات و اجناس آنتیک عرضه می‌شود.

## نگارخانه

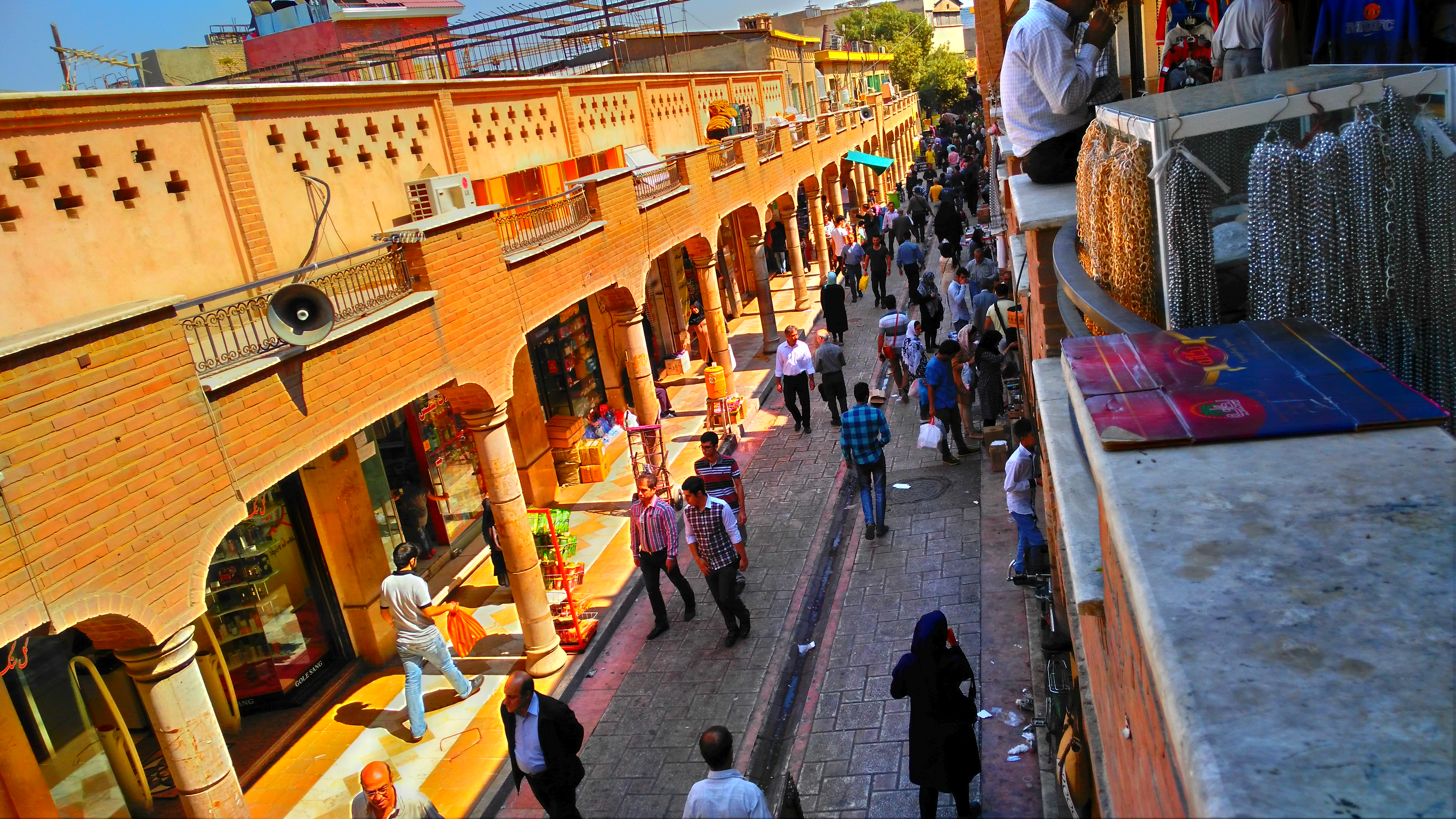
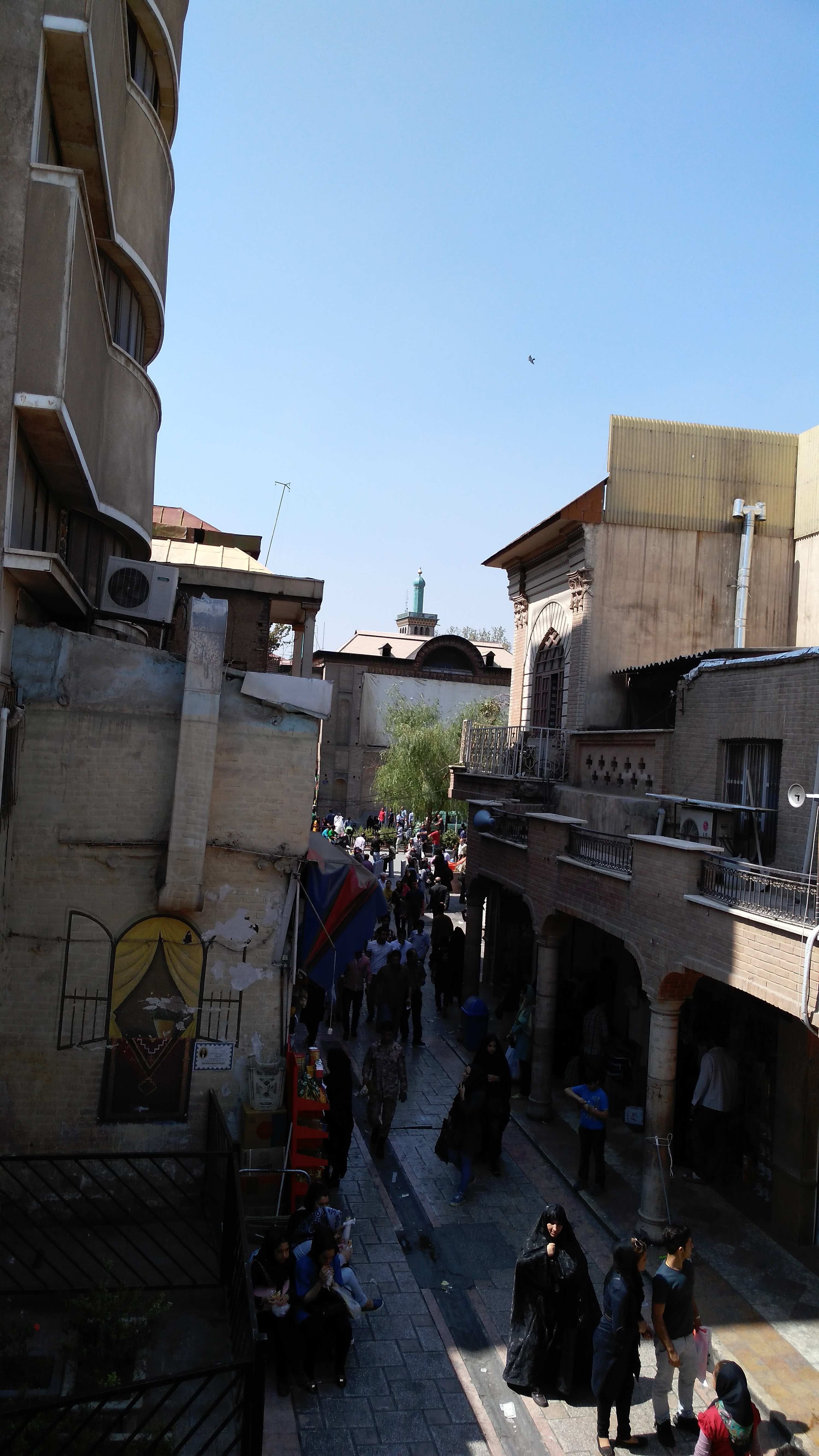
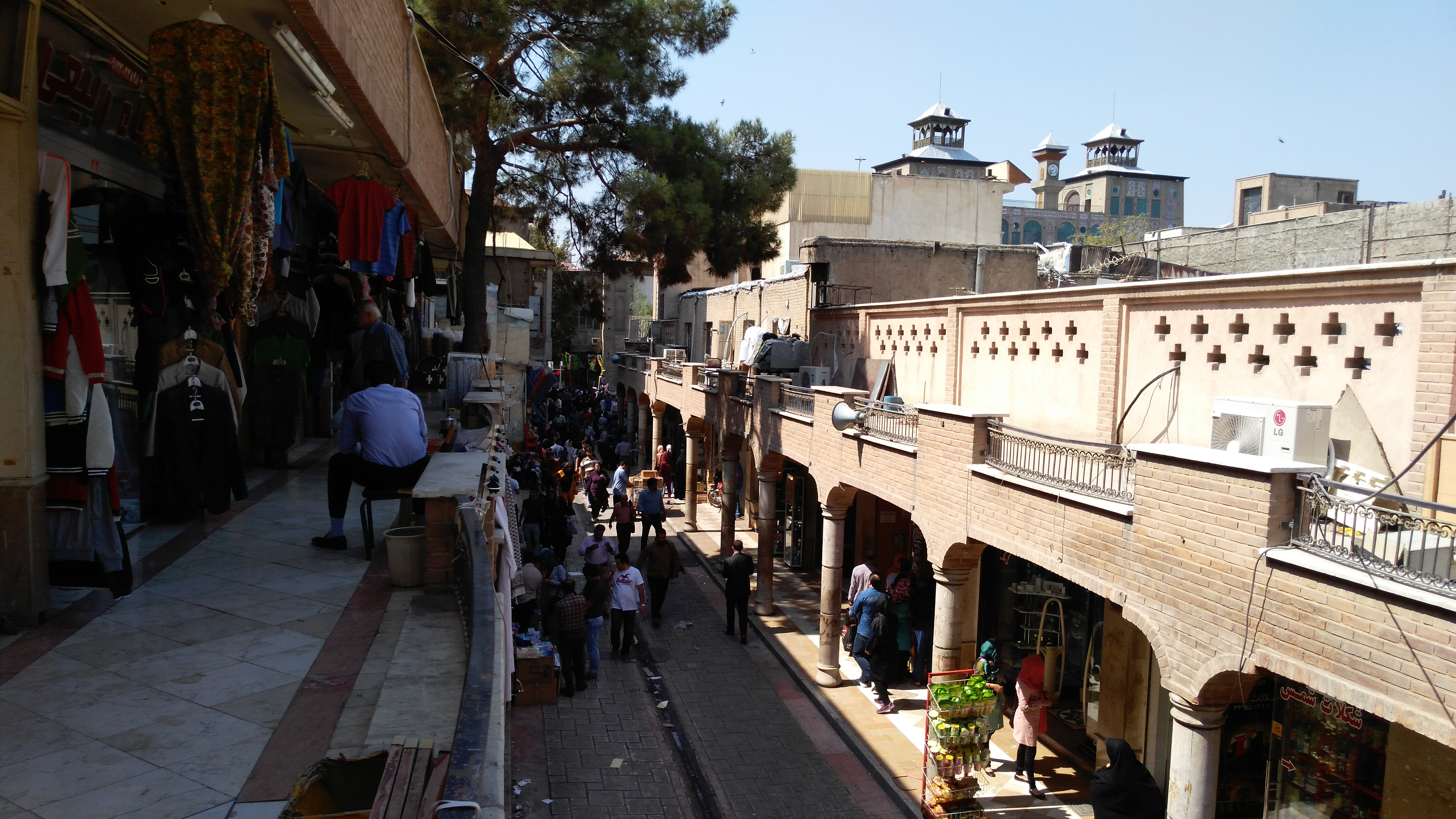
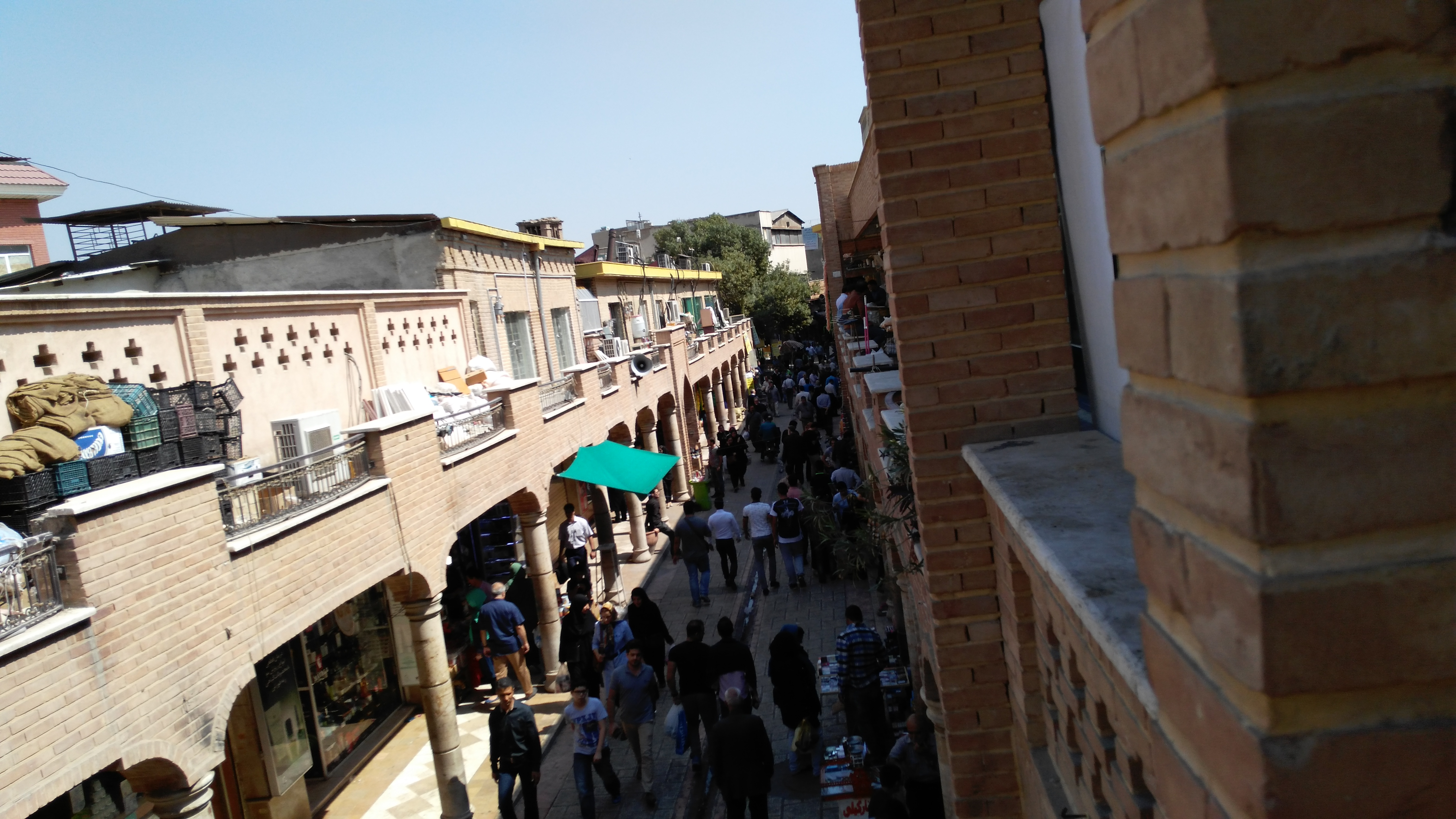
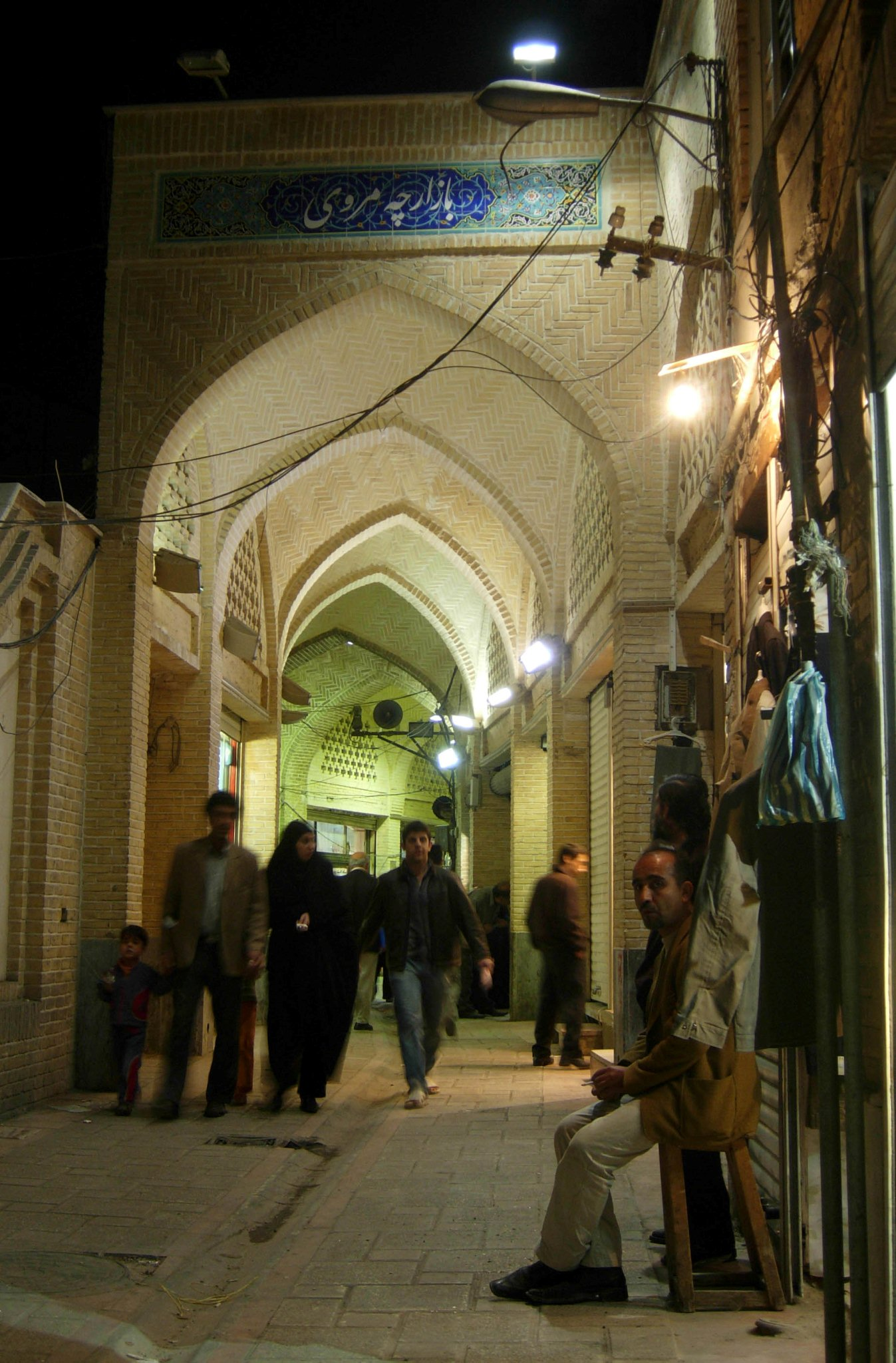
بازارچه مروی در شب